# Bandeirante
Bandeirante este un oraș în Santa Catarina (SC), Brazilia.